# Mahoma
|  | Per a altres significats, vegeu «Muhàmmad (nom)». |

Mahoma o Muhàmmad (de l'àrab: محمد, Muḥammad ( ? i  escolteu-ne la pronunciació en àrab)), de nom complet Abu-l-Qàssim Muhàmmad ibn Abd-Al·lah ibn Abd-al-Múttalib ibn Haixim ibn Abd-Manaf ibn Qussayy (àrab: أبو القاسم محمد بن عبد الله بن عبد المطلب بن هاشم بن عبد مناف بن قصي, Abū l-Qāsim Muḥammad b. ʿAbd Allāh b. ʿAbd al-Muttalib b. Hāxim b. ʿAbd Manāf b. Quṣayy), fou un líder religiós, social i polític àrab i fundador de l'islam, una de les religions mundials.
D'acord amb les biografies tradicionals musulmanes (anomenades sunna en àrab), va néixer vers 570 a la Meca i morí el 8 de juny de 632 a Medina. Els musulmans consideren Mahoma el darrer profeta i missatger enviat per Déu (en àrab Al·là) per a restaurar de manera incorrupta i definitiva la fe original monoteista d'Adam, Noé, Abraham, Moisès, Jesús i altres profetes. Alhora cap religiós, polític i militar, unificà Aràbia, la qual cosa va possibilitar les conquestes aràbigues i la creació dels posteriors imperis islàmics.
La cultura musulmana té Mahoma en gran reverència. Després d'esmentar o escriure el seu nom, o el d'un altre profeta, com Jesús o Moisès, un musulmà afegeix «Sal·la Al·lahu alay-hi wa-salam», «Déu el beneeixi i el tingui en la pau» (àrab: صلى الله عليه و سلم). En llengües d'escriptura llatina, de vegades aquesta expressió s'indica simplement amb les inicials, de forma abreujada (SAW o SAWS). Segons la creença islàmica més generalitzada, Mahoma és la persona ideal, que tot musulmà ha de prendre com a model en la seva vida; tothom ha d'adherir-se als codis ètics i morals atribuïts al Profeta perquè així ho mana Déu. Mahoma és la persona perfecta, un regal de Déu al món, que uneix l'esfera divina amb la humana, igual com l'alba uneix la nit i el dia. Malgrat això, l'islam considera igualment que Mahoma fou un simple profeta, el transmissor de la revelació però sense cap qualitat divina.
La derivació del nom a Mahoma té origen cristià i medieval, en el context de les croades. Algunes teories afirmen que és una derivació de la paraula Maozim, originari dels texts d'Àlvar de Còrdova (856).

## Biografia

### Els primers anys
Segons la tradició, Mahoma va néixer a la Meca, a la província de Hijaz (Aràbia), vers l'any 571. El seu pare, Abd-Al·lah ja havia mort quan ell va néixer, mentre que la seva mare, Àmina bint Wahb, membre del clan de Zuhra, va morir quan l'infant només tenia sis anys; aleshores se'n va fer càrrec el seu avi Abd-al-Múttalib el qual, però, va morir al cap de dos anys. Mahoma va quedar sota la tutela del seu oncle Abu-Tàlib, a qui va acompanyar en viatges comercials cap a Síria.
L'avi de Mahoma era el cap del prestigiós clan dels Hàixim, molt influent a la Meca, membre de la tribu dels Quraix; ara bé, com que segons els costums dels àrabs, els menors d'edat no tenien dret a heretar, Mahoma no va poder rebre res del patrimoni dels seus pares i dels seus avis; per això, fou pobre i per poder guanyar-se la vida va haver d'anar fent diferents oficis, entre els quals el de pastor; la seva situació social, però, va millorar quan va començar a treballar al servei d'una vídua rica anomenada Khadija bint Khuwàylid, pertanyent al clan d'Àssad, que es dedicava als negocis. Mahoma va treballar per a ella com a viatjant comercial, fins que va acabar casant-s'hi el 595; en aquell moment tenia vint-i-quatre anys i ella trenta-nou. Del matrimoni de Mahoma amb Khadija van néixer dos fills, que moriren joves, i quatre filles, de les quals la més coneguda és Fàtima az-Zahra. En vida de Khadija, morta el 619, Mahoma va mantenir-se monògam.
La Meca se'ns descriu com una ciutat mercantil formada al voltant d'un santuari anomenat la Kaba, una etapa de les rutes comercials entre el Iemen i les regions mediterrànies de Gaza i Damasc, per les quals productes originaris de l'Índia i Etiòpia arribaven a la Mediterrània. La Meca era una ciutat pròspera on, tanmateix, la riquesa la monopolitzaven els membres de l'oligarquia mercantil, els quals tenien un comportament individualista que trencava els antics costums tribals, sobretot pel que fa als deures de caritat envers els necessitats. Després que la seva estructura fos danyada a causa de les inundacions de l'any 605 resolgué la disputa entre els clans quraix sobre qui instal·laria la pedra al seu lloc, i la posà ell amb les seves pròpies mans.

### Les revelacions
L'any 610, quan ja en tenia quaranta, al mont Hirà, prop de la Meca, Mahoma va experimentar l'aparició sobrenatural d'una veu que afirmava parlar-li en nom de Déu, que posteriorment s'identificaria amb l'arcàngel Gabriel: «Llegeix!» I Mahoma li contestava: «Què he de llegir?» I llavors l'àngel l'abraçà. I així durant tres cops, després dels quals li va recitar les següents cinc aleies: «Llegeix! Recita [l'Alcorà, que ve de Déu]! En el nom del teu Senyor, que [t']ha creat! / Ha creat l'home d'un coàgul, d'un grumoll de sang. / Llegeix! Recita [l'Alcorà, que ve de Déu]! El teu Senyor és el més Noble, el més Generós! / Ell ha ensenyat l'ús de la ploma, per a escriure. / Ensenyà a l'home el que ignorava!»[Alcorà 96:1–5]. Arran d'aquesta experiència Mahoma es va sentir terroritzat i trobà consol en Khadija; com que no va rebre cap més revelació, Mahoma va creure que potser estava posseït pels dimonis i es deprimí tant que li vingueren ganes de suïcidar-se, la seva estimada esposa li va dir que era impossible que Déu, Al·là, el pogués deshonorar. Aquesta primera revelació la va tenir durant el mes de ramadà, el novè mes del calendari islàmic, concretament a la nit del Destí (Làylat Al-Qadr).
Uns tres anys després Gabriel es va aparèixer de nou a Mahoma, assegut en una cadira que se situava entre el cel i la terra, i va dir-li: Mahoma: tu ets el profeta i missatger de Déu, i jo sóc Gibril. Atemorit, Mahoma va demanar a Khadija que li tapés el cap per a no patir visions terrorífiques; aleshores la veu celestial va recitar-li: «Oh tu [Muhàmmad], l'abrigat, el ben cobert! / Aixeca't! Avisa la gent! / Digues que és el més gran, el teu Senyor: “Déu és el més gran que hi ha!” / Exteriorment, tingues la roba purificada, tingues-la neta. / De la brutícia, allunya-te'n sempre, fuig!»[Alcorà 74:1–5]. L'abominació de què Mahoma havia de fugir era el politeisme que, fins aleshores, practicaven els àrabs.
Les experiències d'aquest tipus van continuar repetint-se; les veus celestials sempre insistien en l'existència d'un únic Déu i en la missió de Mahoma com a profeta. Finalment, Mahoma va convèncer-se d'assumir la condició d'enviat de Déu, i es considerà successor dels profetes enviats anteriorment als jueus (Abraham, Moisès, Jesús), El Segell dels Profetes.
A partir del 613, Mahoma va començar a predicar públicament el contingut d'aquestes revelacions. Els sahaba, companys i companyes del Profeta, en conservaren el record oralment i de tant en tant escrivien fragments petits en diferents pedres o altres superfícies fins que, vers l'any 650, ja mort Mahoma, les posaren per escrit tot el compendi de revelacions en el Llibre Sagrat de l'Alcorà, literalment ‘la Recitació’.
Aviat, Mahoma va reunir un grup de seguidors que el reconeixien com a Profeta i que s'uniren en les seves pregàries, les quals culminaren en un acte de prostració en què els fidels tocaren a terra amb el front en senyal de reconeixement de la Majestat de Déu, fet que esdevingué un acte central en l'adoració musulmana. Tothom el coneixia com a Al-Emin, que significa El molt Confiable, i es veu que fins i tot era més de fiar la seva paraula que un contracte per escrit.
A la Meca es trobaven uns tres-cents taguts o ídols de pedra, or i altres materials que adoraven els de la Meca i altres àrabs que venien a fer peregrinació, però Mahoma afirmava que Déu és l'única divinitat existent (No hi ha déu que mereixi ésser adorat amb excepció de Déu). La denominació de Déu pels musulmans és Al·là, que implica en el seu propi nom atributiu l'existència d'una única divinitat creadora, que es pot traduir literalment com «l'[Únic] Déu»: «Digues [Profeta]: “Ell és Al·là, Déu, l'Únic!”»[Alcorà 112:1]. El nom Al·là també implica dues coses que no es donen en les llengües romàniques: és una paraula que no té ni gènere (ni masculí ni femení) ni plural. Per contra, en català podem escriure la paraula déu (que té un gènere definit, el masculí) en femení, deessa o dea, i en plural, déus o deesses.
Mahoma atribuïa la prosperitat de la Meca a la voluntat d'Al·là, per tant els habitants de la Meca havien de mostrar-se agraïts, sent generosos amb la seva riquesa i defugint l'avarícia; Mahoma també avisava que les persones hauran de comparèixer davant Déu en el judici del Darrer Dia on, segons les seves bones obres i la seva creença en Déu, aniran al paradís, o segons les seves males obres i la seva creença a associar a Déu altres deïtats (tant déus hipotètics com associats divinitzats o com forces independents (karma, la bruixeria, l'atzar...) a l'única força veritable de Déu, que aniran a l'infern.
Molts dels seguidors de Mahoma eren fills i germans dels homes més rics de la Meca, però exclosos dels negocis lucratius. La nova religió predicada per Mahoma va ser denominada islam, que vol dir 'submissió a la voluntat de Déu', i els seus fidels foren denominats «musulmans», al-muslimun, que vol dir 'aquells que s'han sotmès' malgrat que, en un principi, l'Alcorà els definís com «els creients», al-muminun.

### L'oposició de la Meca a la prèdica de Mahoma

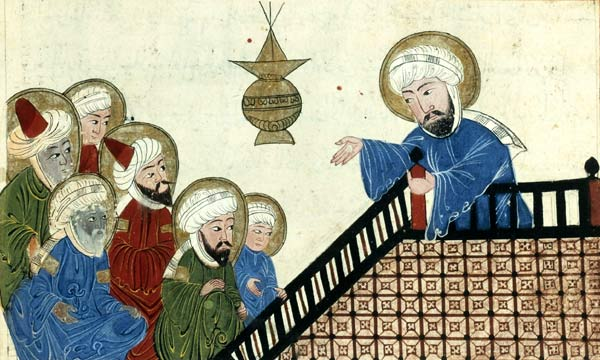
Il·lustració del que pertany a una còpia d'un manuscrit d'al-Biruni. Representa Mahoma predicant a la Meca.

Aviat va sorgir a la Meca un moviment d'oposició; per una banda, els politeistes consideraven una blasfèmia que ofenia els déus l'afirmació que l'únic déu existent és Al·là; per altra, en la seva prèdica, Mahoma criticava la manera de viure dels rics comerciants, els quals intentaren atraure'l tot oferint-li una part en els seus negocis o la possibilitat de contraure matrimoni dins dels clans de l'oligarquia mercantil, ofertes que Mahoma va rebutjar.
Vers el 615, va cristal·litzar el moviment d'oposició dirigit per Abu-Jahl, que sospitava que Mahoma usés el seu missatge religiós per prendre el poder a la Meca. Hom va qüestionar algunes de les afirmacions del Profeta com ara que les persones ressuscitarien abans del Judici; va començar la persecució contra els musulmans. Tement que els seus seguidors fossin seduïts de la seva religió, Mahoma va enviar alguns d'ells a emigrar al Regne d'Axum on van fundar una petita colònia sota la protecció de l'emperador cristià etíop Aṣḥama ibn Abjar. Entre els que van marxar hi havia Umm Habiba, la filla d'un dels caps Quraix, Abu-Sufyan ibn Harb, i el seu marit. Els Quraysh van enviar dos homes per recuperar-los, però el rei va rebutjar fermament la seva petició. El 616, Abu-Jahl va decretar el boicot contra el clan de Hàixim, perquè aquests protegien Mahoma i els seus seguidors. Aquest boicot va mantenir-se durant tres anys. El 619, van morir tant Khadija com Abu-Tàlib, l'oncle de Mahoma, i aleshores, Abu-Lahab, el nou cap del clan dels Hàixim, va retirar la protecció del clan a Mahoma, el qual va intentar refugiar-se a at-Taïf, un poble a la rodalia de la Meca, però hi va ser rebutjat. Després d'haver aconseguit la protecció d'un altre clan, Mahoma va tornar a la Meca.

### L'Hègira
Durant l'estiu del 621, dotze homes de Medina visitaren la Meca per dur a terme el pelegrinatge anual a la Kaba; en secret, aquests pelegrins es declararen musulmans davant de Mahoma i se'n tornaren a Medina a fer propaganda de l'islam. Un any més tard, el juny del 622, un grup de setanta-cinc persones de Medina, en el qual hi havia dues dones, no sols es declararen musulmanes sinó que juraren protegir Mahoma; aquests són els dos juraments d'Al-Àqaba. Aleshores, Mahoma va demanar als seus seguidors de la Meca que es dirigissin a Medina en petits grups; segons s'explica, a la Meca van conspirar per assassinar Mahoma abans que pogués fugir, però aquest va aconseguir esmunyir-se secretament i arribà a Medina el setembre del 622.
Aquesta fugida de Mahoma de la Meca cap a Medina és allò que la tradició musulmana anomena l'hègira, paraula que es tradueix per ‘emigració’, tot i que el seu significat principal és el de trencament dels llaços de parentiu. En l'islam, es compten els anys a partir del primer dia de l'any àrab en què s'esdevingué l'Hègira, que, en el còmput cristià, correspon al 16 de juliol del 622.

### La Constitució de Medina
Medina estava situada en un oasi; era una ciutat agrària, on vivien alguns clans jueus, dedicats a l'agricultura. El 618, la ciutat de Medina s'havia vist sacsejada per lluites sagnants entre els clans que hi vivien; convidant Mahoma a viure a la ciutat, potser esperaven trobar algú amb autoritat que fes de mitjancer entre els clans locals.
Es conserva un document denominat la Constitució de Medina; en la forma com ens ha arribat, consisteix, en realitat, en dos documents que segurament són posteriors a l'any 627; tanmateix, els investigadors creuen que les seves disposicions són les donades per Mahoma a Medina.
Aquest document estableix la creació d'una confederació, organitzada segons els costums tradicionals dels àrabs, de nou grups: els vuit clans àrabs i els vinguts de la Meca; aquesta constitució no atorga pas cap autoritat especial a Mahoma, simplement el preàmbul parla de l'acord a què han arribat el profeta Mahoma i els musulmans de Medina, és a partir dels termes d'aquest acord que s'han de resoldre els conflictes. Els jueus no havien acceptat pas Mahoma com a profeta i, per això, a la Constitució de Medina, hi apareixen subordinats als clans àrabs.
Durant almenys cinc anys, Mahoma no va tenir cap autoritat directa sobre els membres dels altres clans, però, al final de la seva vida, el prestigi de les seves victòries militars li va conferir un poder autocràtic. Les revelacions que Mahoma va rebre a Medina sovint contenen normes legals i jurídiques per a la comunitat de musulmans, però no acostumen a tractar pas de qüestions polítiques.

### Els primers cinc anys a Medina
A Medina, a Mahoma li van donar un camp i li van construir una casa, on els musulmans acudien a pregar; després de mort Mahoma, aquesta casa va esdevenir la mesquita de Medina.
D'entre els emigrants, és a dir, els que havien vingut de la Meca amb Mahoma, alguns van dedicar-se al comerç al mercat local, dirigit per clans jueus, mentre que d'altres, amb l'aprovació de Mahoma, van dedicar-se a assaltar caravanes de mercaders de la Meca que es dirigien cap a Síria; Mahoma mateix va dirigir tres d'aquests assalts el 623, que fracassaren perquè algun traïdor va avisar els mercaders de la Meca. Finalment, el gener del 624, un petit escamot va ser enviat cap a l'est, amb ordres de dirigir-se a Nakhla, a prop de la Meca, per atacar una caravana procedent del Iemen; l'èxit d'aquest atac, dut a terme contrariant els costums religiosos sobre seguretat, va fer que a la Meca s'adonessin del perill que representava Mahoma.
Moltes tribus beduïnes s'uniren a Mahoma i es convertiren a l'islam atretes pel botí resultant dels atacs a les caravanes de mercaders. Malgrat tots els intents que feu per aconseguir-ho, els jueus no volgueren acceptar la doctrina de Mahoma.
Després de la victòria de Nakhla, Mahoma va canviar la seva política envers els jueus; va deixar de fer-los concessions per intentar aconseguir que el reconeguessin com a profeta i va prendre certes mesures com ara ordenar als fidels musulmans que deixessin de pregar mirant cap a Jerusalem, tal com fins aleshores ho havien fet, i comencessin a pregar en direcció a la Meca, com d'ençà de llavors ha estat el ritu musulmà.
Pel març del 624, Mahoma va dirigir un escamot de tres-cents tretze homes per assaltar una rica caravana de la Meca que tornava de Síria; la caravana, dirigida per Abu-Sufyan ibn Harb, el cap del clan dels omeies, va eludir els musulmans desviant-se de la ruta. Però Abu-Jahl, el cap del clan dels Banu Makhzum, va voler posar fi al bandidatge de Mahoma i la seva banda; per això, va marxar amb una troba de 1.450 homes per atacar-lo, cosa que va donar lloc a la batalla de Badr (15 de març del 624); en aquesta batalla, entre els soldats de la Meca va haver-hi setanta morts, entre les quals el mateix Abu-Jahl, i setanta presoners, mentre que només van morir catorze musulmans. Mahoma va interpretar aquest resultat com una confirmació divina de la seva condició de Profeta, i els musulmans celebraren la victòria amb joia i alegria. Després d'aquesta victòria, a Medina foren assassinades tota una sèrie de persones que havien expressat el seu desacord amb Mahoma escrivint poemes satírics ridiculitzant-lo; fou aleshores que Mahoma va expulsar de la ciutat el clan jueu que controlava el mercat de Medina.
Segons explica la tradició, Kab ibn al-Àixraf era un jueu que havia conspirat per matar Mahoma i havia cantat cançons burlesques sobre les dones musulmanes. Mahoma va demanar si algú estava disposat a matar-lo. Segons Ibn Hixam, un cronista musulmà dels primers temps, Mahoma va autoritzar Muhàmmad ibn Màslama, que s'havia ofert com a voluntari per assassinar el jueu, a mentir i enganyar per dur a terme la seva missió. A més, Mahoma va usar el cas de Kab ibn al-Àixraf com a pretext per donar l'ordre de matar i perseguir tots els jueus.
En una altra ocasió, després d'haver sotmès un poble jueu, com ho era el clan dels Banu Quraydha, Mahoma va ordenar que tots els homes adults (entre set-centes i mil persones) fossin decapitats a la plaça; les dones i les criatures foren venudes com a esclaus i el poble va ser arrasat.

### Els matrimonis de Mahoma
Enfortit en la seva condició d'autòcrata per la victòria de Badr, Mahoma va afirmar la seva posició mitjançant una política matrimonial: va casar les seves filles Fàtima amb Alí ibn Abi-Tàlib (futur califa) i Umm-Kulthum bint Muhàmmad amb Uthman ibn Affan, que en el futur també esdevindria califa. Mahoma mateix va casar-se amb Hafsa bint Úmar, filla d'Úmar, l'anterior marit de la qual havia estat un dels soldats musulmans morts a Badr, i amb Àïxa bint Abi-Bakr, filla d'Abu-Bakr, qui, a la mort de Mahoma, esdevindria califa; en el moment de celebrar-se el matrimoni, Àïxa només tenia sis anys i el matrimoni fou consumat tres anys més tard, quan Àïxa tenia nou anys; aquesta edat infantil d'Àïxa en el moment de consumar el seu matrimoni amb Mahoma, qui ja devia tenir cinquanta-tres anys, ens ve demostrada per alguns hadits. Àïxa, segons la tradició, fou, després de Khadija, l'esposa preferida del Profeta.
Mahoma va arribar a tenir fins a setze esposes. L'islam permet els homes tenir quatre dones; ara bé, Mahoma va explicar revelacions en què Déu l'autoritzava a ell especialment a superar el nombre de quatre esposes; a més de les seves setze esposes, Mahoma va tenir dues concubines-esclaves i va gaudir dels favors de quatre dones que se li lliuraren en acte de devoció. Després de la victòria dels musulmans a la batalla de Khàybar, on hi foren morts el seu marit i tota la seva família, una dona anomenada Safiyya fou sortejada com a botí de guerra entre la tropa musulmana; però en saber de la seva incomparable bellesa, Mahoma ordenà que Safiyya li fos concedida a ell com a esposa. Rayhana, una noia jueva, fou també un botí de guerra que Mahoma aconseguí després de la victòria sobre els Banu Quraydha. La setena esposa de Mahoma fou Zàynab; en un principi, ella estava casada amb Zayd, fill adoptiu del Profeta; ara bé, Mahoma se'n va enamorar i després d'aconseguir que Zayd se'n divorciés, ell s'hi va casar; aquest fet va causar escàndol entre els àrabs; Mahoma va resoldre la situació revelant un missatge de Déu autoritzant el casament del Profeta amb Zàynab.
Maria la Copta fou un regal que el governador d'Egipte feu a Mahoma. Maria va refusar convertir-se a l'islam i va romandre fidel al cristianisme, la seva religió; per això, Mahoma no s'hi va casar i es va limitar a tenir-la com a concubina-esclava.
En diferents ocasions, Mahoma aconsellava als homes musulmans casar-se amb dones atractives ja fos per la seva riquesa, bellesa o per la possibilitat de convertir-les a l'islam.

#### Esposes oficials
- Khadija bint Khuwàylid
- Sawdà bint Zama
- Àïxa bint Abi-Bakr
- Hafsa bint Úmar ibn al-Khattab
- Zàynab bint Khuzayma
- Umm-Sàlama Hind bint Abi-Umayya
- Zàynab bint Jahx
- Juwayriyya bint al-Hàrith
- Safiyya bint Huyayy
- Ramla bint Abi-Sufyan
- Maymuna bint al-Hàrith

#### Altres esposes
- Rayhana bint Zayd ibn Amr
- Màriya al-Qibtiyya

### La batalla de l'Úhud
Aquell mateix 624, Mahoma va aconseguir algunes victòries atacant tribus nòmades que li eren hostils; ara bé, Abu-Sufyan de la Meca va entrar a l'oasi de Medina amb uns tres mil homes. Mahoma tenia la possibilitat de refugiar-se en unes fortaleses inexpugnables existents a Medina, però això hauria significat permetre als de la Meca destruir les collites dels camps sembrats més enllà de les muralles de Medina, per això, Mahoma va haver de sortir a enfrontar-se amb Abu-Sufyan. La batalla entre els dos exèrcits, esdevinguda el 19 de març de 625 als turons de l'Úhud, va tenir un resultat incert. Després de la batalla de l'Úhud, en la qual no havia estat vençut però tampoc no havia derrotat els de la Meca, Mahoma va témer que Déu no hagués abandonat els musulmans i la seva fe va experimentar uns moments de dubte, que aviat va saber superar per tornar a infondre confiança en els seus seguidors.
Durant els dos anys que seguiren a la batalla de l'Úhud, tant Mahoma com els dirigents de la Meca es prepararen per a un nou enfrontament. Durant l'abril de 627, Abu-Sufyan va dirigir un gran exèrcit de deu mil homes contra Medina. Aquesta vegada, Mahoma havia ordenat recollir les collites dels camps d'extramurs i, per això, va poder refugiar-se a les fortaleses de Medina, on les forces d'Abu-Sufyan van assetjar-lo, fins que, després d'una nit de tempestes i vent, els de la Meca van decidir alçar el setge i retirar-se. Aleshores, Mahoma va atacar el clan jueu dels Quraydha, acusats de col·laborar amb els de la Meca i d'intrigar contra el Profeta; després d'haver-se rendit, els homes de Quraydha foren executats i les seves dones i criatures venudes com a esclaus.

### La conversió de la Meca

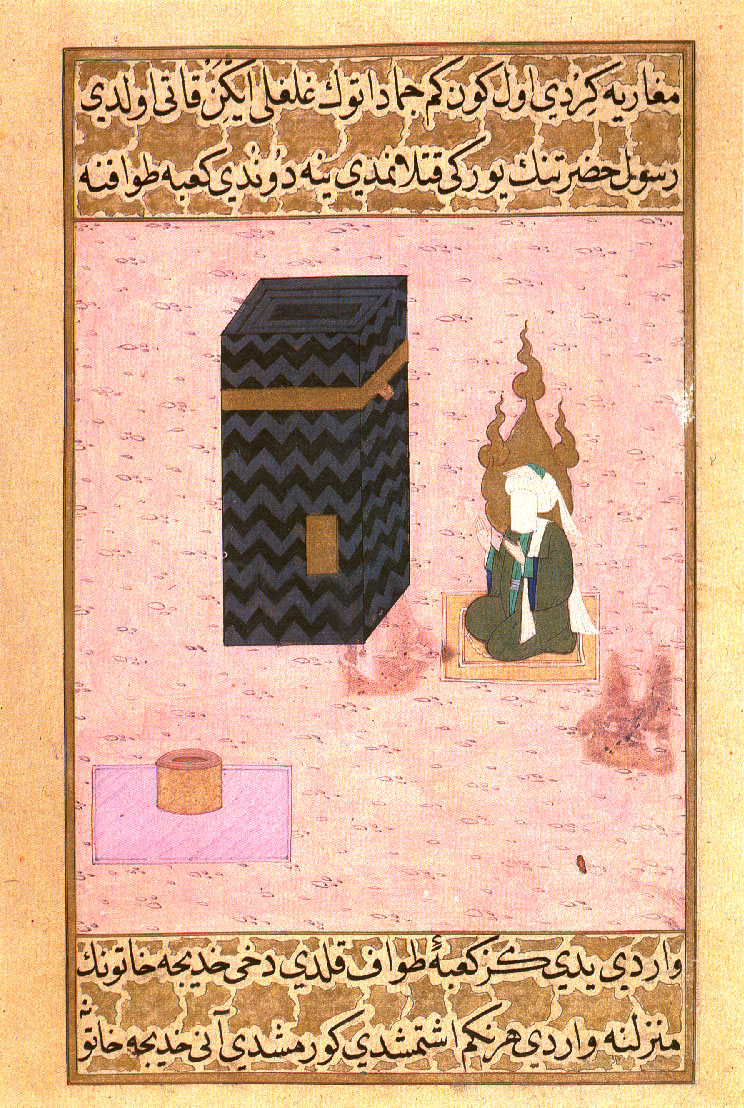
Mahoma a la Kaba, miniatura de l'obra turca Siyer-i Nebi ('La vida del Profeta'), feta cap a l'any 1580

D'ençà de l'Hègira, la Meca havia estat el principal nucli dels enemics de Mahoma; ara bé, l'objectiu del Profeta no era pas anihilar aquesta ciutat, sinó guanyar-la per a l'islam. Ell comprenia que els mercaders de la Meca podien proporcionar-li l'estructura administrativa necessària per a l'estat musulmà que estava bastint; a més, l'existència del santuari de la Kaba donava a la Meca la condició de ciutat santa, capital religiosa dels àrabs.
Pel març del 628, Mahoma va tenir el somni d'acudir al pelegrinatge anual a la Meca. A la Meca no volien permetre de cap manera que Mahoma hi entrés; per això, el Profeta va aturar-se a al-Hudaybiyya, al límit del territori sagrat de la Meca, on, després d'uns dies de negociacions, va acordar-se permetre als musulmans fer el pelegrinatge a la Meca el 629. L'ordre en el qual es va dur a terme la retirada dels musulmans després d'aconseguit l'acord va mostrar el control que Mahoma tenia sobre els seus seguidors. Com a recompensa a la seva docilitat, Mahoma va dirigir aquests homes a atacar els jueus de l'oasi de Khàybar, situat al nord de Medina; un cop vençuts, els jueus foren autoritzats a quedar-se al seu territori, però amb la condició d'haver d'enviar cada any la meitat de la collita a Medina.
Segons sembla, el creixement de l'islam anava afirmant el poder de Mahoma; a la Meca, cada vegada més gent emigrava a Medina per fer-se musulmans. Per altra banda, malgrat que l'acord a què s'havia arribat amb Mahoma havia disminuït els atacs contra caravanes comercials de la Meca, aquesta ciutat continuava en declivi. Poc després del tractat d'al-Hudaybiyya, Mahoma va casar-se amb Umm-Habiba, una filla d'Abu-Sufyan i amb la vídua d'un musulmà mort a Etiòpia. Segurament, aleshores Abu-Sufyan va començar a negociar una rendició pacífica de la Meca; segurament durant la pelegrinació del març del 629, Mahoma va reconciliar-se amb el seu oncle al-Abbàs, un dels dirigents de la Meca, i va casar-se amb Maymuna, cunyada d'al-Abbàs.
Pel novembre del 629, aliats de la Meca van atacar aliats de Mahoma, per la qual cosa el Profeta va considerar trencat el pacte d'al-Hudaybiyya. Pel gener del 630, Mahoma va marxar sobre la Meca amb un exèrcit de deu mil homes. Abu-Sufyan i d'altres dirigents de la Meca anaren a trobar Mahoma per retre-li la ciutat, i el Profeta va prometre'ls una generosa amnistia, tot i que una determinada sèrie de gent va ser exclosa del perdó general, com fou el cas d'Asma ibn Marwan, una poetessa que acusava Mahoma d'haver plagiat poemes del seu pare, Marwan, per presentar-los com a versicles de l'Alcorà. Mahoma va demanar si algú estava disposat a assassinar Asma. Al que es presentà dient-li que havia mort la poetessa, Mahoma l'elogià dient-li que havia servit Déu i el seu profeta. Mahoma també ordenà la mort d'un vell que havia fet comentaris irònics sobre la manera de pregar dels musulmans.
La ciutat va rendir-se sense resistència, Mahoma va entrar-hi en triomf i a la Meca molta gent es va convertir a l'islam. Mentre Mahoma era a la Meca resolent qüestions polítiques i administratives, van ser destruïts tots els ídols de la Kaba, la qual, aleshores, deixà de ser un santuari pagà per esdevenir el centre mundial del culte musulmà. Per tal d'afavorir els més pobres dels seus seguidors, Mahoma va exigir diners als rics comerciants de la Meca.

### El domini d'Aràbia
D'ençà de l'Hègira, Mahoma havia fet tractes amb tribus nòmades d'Aràbia. Segurament, al principi aquests tractes eren simplement pactes de no-agressió; ara bé, segons va anar creixent el poder militar de Mahoma, el Profeta va posar la conversió a l'islam com a condició a aquelles tribus que volguessin establir-hi acords d'aliança per obtenir-ne protecció en contra d'altres tribus.
Mentre encara era a la Meca, Mahoma va avisar de l'atac d'una sèrie de tribus hostils i va sortir de la ciutat per combatre-les. La batalla va tenir lloc a Hunayn; els enemics foren vençuts i les seves propietats capturades i repartides com a botí; Mahoma autoritzà els seus soldats a demanar rescat per les dones i les criatures dels vençuts.
Després de la batalla d'Hunayn, Mahoma era el cabdill militar més fort d'Aràbia; per això, moltes tribus enviaren representants a Medina per demanar l'aliança amb Mahoma. Després de la derrota de l'Imperi Persa en la guerra que l'enfrontava amb l'Imperi Romà d'Orient, esdevinguda durant els anys 627 i 628, al Iemen i en alguns llocs del Golf Pèrsic, grups que havien demanat ajuda als perses contra els romans cercaren l'ajuda de Mahoma.

### L'atac contra Síria
L'expedició militar més gran de Mahoma s'esdevingué a finals del 630 quan va dirigir un exèrcit de trenta mil homes cap a la frontera de Síria. Algunes de les tribus sirianes eren cristianes i aliades amb els romans; per això, la inicial amistat de Mahoma amb els cristians, principalment els d'Etiòpia, va convertir-se en hostilitat. D'altra banda, en alguns llocs d'Aràbia, l'estat islàmic de Mahoma va haver de reprimir alçaments de tribus paganes. La victòria de Mahoma contra aquests rebels va deixar Aràbia unificada i va preparar les posteriors conquestes musulmanes de Síria, Pèrsia i gran part de la Mediterrània, que s'esdevingueren després de mort Mahoma.

### Mort i successió
Mahoma va morir a Medina el juny del 632. Com que no havia deixat cap disposició successòria, la lluita pel lideratge va provocar el cisma més important de la història de l'islam.

## Llegat
Ja en vida de Mahoma, l'islam va adquirir la seva característica principal: ser una religió que uneix d'una manera inseparable l'àmbit temporal amb l'espiritual, regulant tant la relació del creient amb Déu com la vida social. Per això, no sols hi ha una religió islàmica sinó també un dret islàmic (la xaria) i un estat islàmic.

## Miracles atribuïts
En l'islam, es presenta Mahoma simplement com un home que rep la missió de transmetre la revelació de Déu. El monoteisme radical de l'islam ha evitat sempre la divinització de Mahoma, qui proclamava que el seu únic miracle era la transmissió de l'Alcorà. Tot i així, la tradició popular li atribueix tota una sèrie de miracles i fetes de tipus sobrenatural:
- Amb el seu dit, Mahoma va dividir la Lluna
- Algú va intentar assassinar Mahoma donant-li un tall de carn enverinada, però el mateix tall de carn va parlar avisant el Profeta de no tocar-lo
- El tronc d'una palmera va sospirar en veure Mahoma
- Una daina (gasela) va parlar a Mahoma
- Mahoma no tenia ombra i de la seva suor se'n va crear la rosada
- Làylat al-Miraj ('Nit del Viatge'): Mahoma va ascendir al Cel muntant un cavall amb ales anomenat Buraq en companyia de l'arcàngel Gabriel. En el seu viatge, el Profeta va travessar les set esferes celestials i va trobar-se amb tots els profetes anteriors, fins que, finalment, va atènyer la Presència Divina. El Miraj és un fet que avui dia commemoren els musulmans.
- El naixement de Mahoma va anar acompanyat de miracles; el seu aniversari és una festa popular. El Dia del Judici, Mahoma intercedirà davant Déu en favor de la comunitat musulmana.

## Curiositats
Duldul (‘Porc espí’) fou el nom de la mula del profeta Mahoma. Era de color gris i la va rebre al mateix temps que l'ase Yafur (o Ufayr). La va utilitzar en les seves campanyes i era viva quan el profeta va morir. Va morir probablement a Yanbu, de vella.